# Микропористое стекло
Микропористые стёкла — продукты травления кислотой или щёлочью ликвировавших стёкол, по строению они представляют собой кремнезёмный каркас, пронизанный сквозными полостями, образовавшимися после растворения нестойкой щелочноборатной фазы.
Микропористые стёкла используются в качестве адсорбентов, многофункциональных мембран, носителей катализаторов, микрооптических элементов, матриц для внедрения фотонных материалов, в молекулярных фильтрах и в других применениях.

## Физические свойства
Удельная поверхность стекла в порах составляет от 0,05 до 0,5 м²/г.
Важной особенностью структуры таких стекол является присутствие в этих полостях вторичного кремнезёма — остатка разрушения кислотной фазы, который обуславливает структурную неоднородность микропористого стёкла. Структурой «вторичного» кремнезёма определяются структурные параметры микропористых стёкол. Структура «вторичного» кремнезёма сильно зависит от таких факторов, как:
- рН выщелачивающего раствора;
- температура;
- вид аниона;
- концентрация частиц коллоидного кремнезёма.

## Получение
Для ряда стеклообразующих систем свойственно метастабильное ликвационное разделение материала при химическом травлении.
Один из способов получения микропористых стёкол — травление кислотой боросиликатного стекла с примесью оксида кальция. После кислотного травления в порах таких стекол содержится аморфный кремнезем, благодаря которому размер пор остаётся микроскопически малым.

## Применение
Микропористое стекло — относительно новый материал, область применения миропористых стёкол растёт — они используются в химических и других производствах в качестве адсорбентов, молекулярных фильтров, пористых мембран носителей катализаторов, в качестве носителей микроскопических оптических элементов.
Микропористое стекло также применяется в качестве удерживающего жидкие красители материала при создании твердотельных лазеров на красителях.

## См.также
- Пористое стекло